# Anne Bouverot
Anne Bouverot (França, 21 de març, 1966) és una  directiva empresarial francesa. L'agost del 2015 va ser nomenada directora general --CEO-- de l'empresa de seguretat electrònica francesa Morpho després de quatre anys com a directora general i directiva del consell d'Administració del GSM (GSMA).

## Educació i vida primerenca
L'Anne Bouverot atribueix la seva vocació internacional per la influència de la mare canadenca, els avis hongaresos, i el pare francès. Part de la seva educació es desenvolupa als Estats Units on aprèn a llegir i a escriure en anglès abans de canviar al francès. Bouverot estudia a l'Ecole Normale Supérieure de París on estudia Matemàtiques i Informàtica que la porten primer un màster i després un doctorat (al 1991). També és llicencidada en Telecomunicacions al que actualment és el Mines ParisTech.

## Carrera
A principi dels anys noranta es trasllada a Mèxic com a directora de Telecomunicació de Telmex. Al 1996 treballa per l'empresa nord-americana Global One fins que al 2002 és nomenada vicepresidenta de la unitat de serveis de Telecomunicacions d'Equant. Al 2004 és la responsable de personal de la direcció general d'Orange al Regne Unit, i retorna a París al 2007 per treballar en el desenvolupament empresarial internacional amb assignacions a Kènia, Armènia, Tunísia i Portugal. És la vicepresidenta executiva dels serveis mòbils de France Télécom Orange. Al 2011 és nomenada directora general i membre del consell d'administració del GSMA, l'Associació Global d'Operadors Mòbils que organitza el Mobile World Congress. El seu càrrec com a presidenta i directora general de Morpho entra en vigor l'1 d'agost del 2015.

En relació als quatre anys al GSMA Bouverot declara: 
| « | "El mòbil és sense cap mena de dubte el sector més dinàmic i que més ràpidament evoluciona dins el món de la tecnologia avui dia, crea oportunitats significatives pels operadors mòbils i proporciona beneficis socioeconòmics importants tant pels consumidors com per les empreses de tot el món. Em sento orgullosa del paper aglutinador que ha fet el GSMA al voltant de les iniciatives d'indústries clau, orientades cap a programes de suport i reunint l'ecosistema de telecomunicacions mòbil en esdeveniments punters com el Mobile World Congress." | » |

Com a membre del GSMA, Bouverot ha promogut iniciatives per atreure més dones en el sector del mòbil i les TIC, amb el programa Dones Connectades que acull esdeveniments a tot el món. És una de les veus que reclama un canvi en la cultura empresarial per reduir la bretxa de gènere. També ha estat clau en l'organització del Congrés Mundial Mòbil del GSMA de Barcelona que se celebra cada any i que atrau conferenciants destacats i experts del mòbil altres camps relacionats.